# Trifluortoluol
A trifluortoluol szerves vegyület, a toluol fluorozott származéka, képlete C6H5CF3. Színtelen folyadék, szerves kémiai szintézisek speciális oldószereként használják, valamint peszticidek és gyógyszerhatóanyagok előállításának köztiterméke.

## Előállítása
Kisléptékű laboratóriumi előállítása aril-halogenid és trifluor-jódmetán rézkatalizátor jelenlétében történő kapcsolásával történhet:
PhX + CF3I → PhCF3 (X = I, Br)
Iparilag benzotriklorid és hidrogén-fluorid nagynyomású reaktorban történő reagáltatásával gyártják.
PhCCl3 + 3 HF → PhCF3 + 3 HCl

## Felhasználása

### A diklórmetán kevéssé mérgező kiváltója
Ogawa és Curran szerint a szokásos acilezési, tozilezési és szililezési reakciókban a a trifluortoluol hasonlít a diklórmetánhoz. A diklórmetán és trifluortoluol dielektromos állandója rendre 9,04, illetve 9,18, ami hasonló szolvatációs tulajdonságokat jelez. Dipólusmomentumuk már kevésbé egyezik, ezek rendre 1,89, illetve 2,86 D. A diklórmetán kiváltása előnyös, ha a körülmények magasabb forráspontú oldószert igényelnek, mivel a trifluortoluol forráspontja 62 °C-kal magasabb, mint a diklórmetáné (40 °C).
A trifluortoluol hasznos oldószer az enyhe Lewis-savak által katalizált reakciókban, mint például a Friedel–Crafts-reakciók. Bár a leggyakrabban használt alumínium-klorid-katalizátor szobahőmérsékleten reakcióba lép a trifluortoluollal, a cink-klorid azonban nem.

### Szintézis köztitermék
További, feltehetően fontosabb felhasználása más vegyületek szintézise. Egyik származéka, a 3-aminobenzotrifluorid a fluometuron nevű herbicid szintézisének prekurzora. Előbbit a trifluortoluol nitrálásával, majd redukciójával nyerik (ennek eredménye meta-H2NC6H4CF3), majd ebből az aromás aminből állítják elő a karbamidszármazék herbicidet.
A flumetramid (6-[4-(trifluormetil)fenil]morfolin-3-on) nevű vázizomrelaxánst is trifluortoluolból állítják elő.

## Analitika
A 19F NMR-spektrumában egyetlen szingulett jel található -63,2 ppm-nél.

## Fordítás
Ez a szócikk részben vagy egészben  a   Trifluorotoluene című angol Wikipédia-szócikk ezen változatának fordításán alapul.  Az eredeti cikk szerkesztőit annak laptörténete sorolja fel. Ez a jelzés csupán a megfogalmazás eredetét és a szerzői jogokat jelzi, nem szolgál a cikkben szereplő információk forrásmegjelöléseként.